# Fred (1949–2022)
Fred, właśc. Frederico Rodrigues de Oliveira (ur. 4 kwietnia 1949 w Rio de Janeiro, zm. 29 maja 2022) – piłkarz brazylijski, występujący na pozycji obrońcy.

## Kariera klubowa
Karierę piłkarską Fred rozpoczął w klubie CR Flamengo w 1970 roku. W Flamengo 8 sierpnia 1971 w przegranym 0-1 meczu z Sportem Recife Fred zadebiutował w lidze brazylijskiej. Z Flamengo zdobył mistrzostwo stanu Rio de Janeiro – Campeonato Carioca w 1972 roku. W 1974 roku był zawodnikiem CR Vasco da Gama, z którym zdobył mistrzostwo Brazylii.
W 1975 roku ponownie występował we Flamengo, a w 1976 w Volta Redonda i Bangu AC. W latach 1976–1978 był zawodnikiem Botafogo FR. W barwach Botafogo 23 lipca 1978 w wygranym 2-1 meczu z São Paulo FC Fred po raz ostatni wystąpił w lidze brazylijskiej. Ogółem w lidze brazylijskiej wystąpił w 50 spotkaniach i strzelił 1 bramkę.

## Kariera reprezentacyjna
W 1972 roku Fred uczestniczył w igrzyskach olimpijskich w Monachium. Na turnieju Fred wystąpił w meczu grupowym reprezentacji Brazylii z Danią.